# Colombia en la Copa Mundial de Fútbol de 1962
La selección de fútbol de Colombia fue uno de los 16 equipos participantes de la Copa Mundial de Fútbol de 1962, que se realizó en Chile.
Luego de superar en la llave eliminatoria 3 a la selección del Perú, Colombia accedió por primera vez a una Copa Mundial de Fútbol.
Curiosamente los organizadores chilenos escogieron la norteña ciudad de Arica como subsede, convencidos de la segura clasificación de Perú, que vendría con su hinchada por su cercanía a la frontera con Perú y le traería beneficio financiero, y finalmente el clasificado fue Colombia que le quitó el pasaje al Perú.
Todos los partidos de Colombia en el Grupo A, junto a Unión Soviética, Yugoslavia y Uruguay, tuvieron lugar en el Estadio Carlos Dittborn de Arica.
El debut ante Uruguay fue con derrota 1:2. No obstante, cuatro días después, Colombia igualó 4:4 con la Unión Soviética, en uno de los partidos históricos jugados por la selección. Allí, el volante Marcos Coll marcó el único gol olímpico en la historia de los mundiales, al legendario arquero Lev Yashin, considerado el mejor arquero de la historia del fútbol, bajo el apodo de la araña negra.
Colombia cerró su participación en el Mundial al caer goleada, de forma contundente, 0:5 ante Yugoslavia.
El jugador más destacado de Colombia en ese torneo: Delio Gamboa, conocido por la afición colombiana como Maravilla.

## Clasificación

### Grupo 3
| 30 de abril de 1961 | Colombia    | 1–0 | Perú | Bogotá, Colombia                |                                 |
|                     | Escobar 27' |     |      | Árbitro(s): José Luis Praddaude | Árbitro(s): José Luis Praddaude |

| 7 de mayo de 1961 | Perú              | 1–1 (Global 1-2) | Colombia     | Lima, Perú                 |                            |
|                   | Delgado 3' (pen.) |                  | González 68' | Árbitro(s): Esteban Marino | Árbitro(s): Esteban Marino |

## Jugadores
Datos corresponden a situación previo al inicio del torneo
| #     | Nombre              | Posición      | Edad | Club                   |
| ----- | ------------------- | ------------- | ---- | ---------------------- |
| 1     | Efraín Sánchez †    | Portero       | 36   | Independiente Medellín |
| 2     | Achito Vivas        | Portero       | 28   | Deportivo Pereira      |
| 3     | Francisco Zuluaga † | Defensa       | 33   | Independiente Santa Fe |
| 4     | Aníbal Alzate †     | Defensa       | 29   | Deportes Tolima        |
| 5     | Jaime González †    | Defensa       | 24   | América de Cali        |
| 6     | Ignacio Calle †     | Defensa       | 31   | Atlético Nacional      |
| 7     | Carlos Aponte †     | Defensa       | 22   | Independiente Santa Fe |
| 8     | Héctor Echeverry †  | Defensa       | 24   | Independiente Medellín |
| 11    | Óscar López †       | Defensa       | 23   | Once Caldas            |
| 9     | Jaime Silva †       | Mediocampista | 27   | Independiente Santa Fe |
| 10    | Rolando Serrano †   | Mediocampista | 23   | América de Cali        |
| 12    | Hernando Tovar      | Mediocampista | 23   | Independiente Santa Fe |
| 15    | Marcos Coll         | Mediocampista | 26   | América de Cali        |
| 13    | Germán Aceros       | Delantero     | 23   | Deportivo Cali         |
| 14    | Luis Carlos Paz     | Delantero     | 19   | América de Cali        |
| 16    | Ignacio Pérez       | Delantero     | 27   | Once Caldas            |
| 17    | Marino Klinger      | Delantero     | 26   | Millonarios            |
| 18    | Eusebio Escobar     | Delantero     | 25   | Deportivo Pereira      |
| 19    | Delio Gamboa        | Delantero     | 26   | Millonarios            |
| 20    | Antonio Rada        | Delantero     | 25   | Deportivo Pereira      |
| 21    | Héctor González †   | Delantero     | 24   | Independiente Santa Fe |
| 22    | Jairo Tapias        | Delantero     | 23   | Atlético Nacional      |
| D. T. | Adolfo Pedernera    |               |      |                        |

## Participación

### Primera fase
- Grupo 1

| Equipo          | Pts | PJ | PG | PE | PP | GF | GC |
| --------------- | --- | -- | -- | -- | -- | -- | -- |
| Unión Soviética | 5   | 3  | 2  | 1  | 0  | 8  | 5  |
| Yugoslavia      | 4   | 3  | 2  | 0  | 1  | 8  | 3  |
| Uruguay         | 2   | 3  | 1  | 0  | 2  | 4  | 6  |
| Colombia        | 1   | 3  | 0  | 1  | 2  | 5  | 11 |

### Colombia Vs Uruguay
| 1          | POR        | Efrain Sanchez    |  |
| 3          | DEF        | Francisco Zuluaga |  |
| 5          | DEF        | Jaime González    |  |
| 8          | DEF        | Hector Echeverri  |  |
| 11         | DEF        | Oscar Lopez       |  |
| 9          | MED        | Jaime Silva       |  |
| 15         | MED        | Marcos Coll       |  |
| 13         | DEL        | German Aceros     |  |
| 17         | DEL        | Mario Klinger     |  |
| 19         | DEL        | Delio Gamboa      |  |
| 22         | DEL        | Jairo Tapias      |  |
| Entrenador | Entrenador | Adolfo Pedernera  |  |

| 1          | POR        | Roberto Sosa        |  |
| 2          | DEF        | Horacio Troche      |  |
| 3          | DEF        | Emilio Álvarez      |  |
| 4          | DEF        | Mario Mendez        |  |
| 5          | DEF        | Nestor Goncalves    |  |
| 18         | DEF        | Eliseo Álvarez      |  |
| 10         | MED        | Pedro Rocha         |  |
| 7          | DEL        | Domingo Pérez       |  |
| 9          | DEL        | Jose Sasia          |  |
| 11         | DEL        | Luis Cubilla        |  |
| 19         | DEL        | Ronald Langon       |  |
| Entrenador | Entrenador | Juan Carlos Corazzo |  |

| Anotado | 19' | Francisco Zuluaga (Penal) | 1-0 |

| Anotado | 56' | Luis Cubilla | 1-1 |
| Anotado | 75' | Jose Sasia   | 2-1 |

| Árbitro | Andor Dorogi |

| 1          | POR        | Efrain Sanchez    |  |
| 3          | DEF        | Francisco Zuluaga |  |
| 5          | DEF        | Jaime González    |  |
| 8          | DEF        | Hector Echeverri  |  |
| 11         | DEF        | Oscar Lopez       |  |
| 9          | MED        | Jaime Silva       |  |
| 15         | MED        | Marcos Coll       |  |
| 13         | DEL        | German Aceros     |  |
| 17         | DEL        | Mario Klinger     |  |
| 19         | DEL        | Delio Gamboa      |  |
| 22         | DEL        | Jairo Tapias      |  |
| Entrenador | Entrenador | Adolfo Pedernera  |  |

| 1          | POR        | Roberto Sosa        |  |
| 2          | DEF        | Horacio Troche      |  |
| 3          | DEF        | Emilio Álvarez      |  |
| 4          | DEF        | Mario Mendez        |  |
| 5          | DEF        | Nestor Goncalves    |  |
| 18         | DEF        | Eliseo Álvarez      |  |
| 10         | MED        | Pedro Rocha         |  |
| 7          | DEL        | Domingo Pérez       |  |
| 9          | DEL        | Jose Sasia          |  |
| 11         | DEL        | Luis Cubilla        |  |
| 19         | DEL        | Ronald Langon       |  |
| Entrenador | Entrenador | Juan Carlos Corazzo |  |

| Anotado | 19' | Francisco Zuluaga (Penal) | 1-0 |

| Anotado | 56' | Luis Cubilla | 1-1 |
| Anotado | 75' | Jose Sasia   | 2-1 |

| Árbitro | Andor Dorogi |

### Colombia Vs Unión Soviética
| 1          | POR        | Efrain Sanchez   |  |
| 4          | DEF        | Anibal Alzate    |  |
| 5          | DEF        | Jaime González   |  |
| 8          | DEF        | Hector Echeverri |  |
| 11         | DEF        | Oscar Lopez      |  |
| 10         | MED        | Rolando Serrano  |  |
| 15         | MED        | Marcos Coll      |  |
| 13         | DEL        | German Aceros    |  |
| 17         | DEL        | Marino Klinger   |  |
| 20         | DEL        | Antonio Rada     |  |
| 21         | DEL        | Hector Gonzales  |  |
| Entrenador | Entrenador | Adolfo Pedernera |  |

| POR        | 1          | Lev Yashin         |  |
| DEF        | 5          | Givi Chokheli      |  |
| DEF        | 6          | Leonid Ostrovski   |  |
| DEF        | 7          | Anatoli Maslyonkin |  |
| MED        | 10         | Igor Netto         |  |
| MED        | 12         | Valeri Voronin     |  |
| DEL        | 14         | Valentin Ivanov    |  |
| DEL        | 15         | Viktor Kanevski    |  |
| DEL        | 17         | Mikhail Meskhi     |  |
| DEL        | 19         | Viktor Ponedelnik  |  |
| DEL        | 22         | Igor Chislenko     |  |
| Entrenador | Entrenador | Gavril Kachalin    |  |

| Anotado | 21' | German Aceros  | 1-3 |
| Anotado | 68' | Marcos Coll    | 2-4 |
| Anotado | 72' | Antonio Rada   | 3-4 |
| Anotado | 76' | Marino Klinger | 4-4 |

| Anotado | 8'  | Valentin Ivanov   | 1-0 |
| Anotado | 10' | Igor Chislenko    | 2-0 |
| Anotado | 11' | Valentin Ivanov   | 3-0 |
| Anotado | 56' | Viktor Ponedelnik | 4-1 |

| Árbitro | João Etzel Filho |

| 1          | POR        | Efrain Sanchez   |  |
| 4          | DEF        | Anibal Alzate    |  |
| 5          | DEF        | Jaime González   |  |
| 8          | DEF        | Hector Echeverri |  |
| 11         | DEF        | Oscar Lopez      |  |
| 10         | MED        | Rolando Serrano  |  |
| 15         | MED        | Marcos Coll      |  |
| 13         | DEL        | German Aceros    |  |
| 17         | DEL        | Marino Klinger   |  |
| 20         | DEL        | Antonio Rada     |  |
| 21         | DEL        | Hector Gonzales  |  |
| Entrenador | Entrenador | Adolfo Pedernera |  |

| POR        | 1          | Lev Yashin         |  |
| DEF        | 5          | Givi Chokheli      |  |
| DEF        | 6          | Leonid Ostrovski   |  |
| DEF        | 7          | Anatoli Maslyonkin |  |
| MED        | 10         | Igor Netto         |  |
| MED        | 12         | Valeri Voronin     |  |
| DEL        | 14         | Valentin Ivanov    |  |
| DEL        | 15         | Viktor Kanevski    |  |
| DEL        | 17         | Mikhail Meskhi     |  |
| DEL        | 19         | Viktor Ponedelnik  |  |
| DEL        | 22         | Igor Chislenko     |  |
| Entrenador | Entrenador | Gavril Kachalin    |  |

| Anotado | 21' | German Aceros  | 1-3 |
| Anotado | 68' | Marcos Coll    | 2-4 |
| Anotado | 72' | Antonio Rada   | 3-4 |
| Anotado | 76' | Marino Klinger | 4-4 |

| Anotado | 8'  | Valentin Ivanov   | 1-0 |
| Anotado | 10' | Igor Chislenko    | 2-0 |
| Anotado | 11' | Valentin Ivanov   | 3-0 |
| Anotado | 56' | Viktor Ponedelnik | 4-1 |

| Árbitro | João Etzel Filho |

### Colombia Vs Yugoslavia
| 1          | POR        | Efrain Sanchez   |  |
| 4          | DEF        | Anibal Alzate    |  |
| 5          | DEF        | Jaime González   |  |
| 8          | DEF        | Hector Echeverri |  |
| 11         | DEF        | Oscar Lopez      |  |
| 10         | MED        | Rolando Serrano  |  |
| 15         | MED        | Marcos Coll      |  |
| 13         | DEL        | Germán Aceros    |  |
| 17         | DEL        | Marino Klinger   |  |
| 20         | DEL        | Antonio Rada     |  |
| 21         | DEL        | Héctor Gonzales  |  |
| Entrenador | Entrenador | Adolfo Pedernera |  |

| POR        | 1          | Milutin Soskic      |  |
| DEF        | 2          | Vladimir Durkovic   |  |
| DEF        | 3          | Fahrudin Jusufi     |  |
| DEF        | 5          | Vlatko Markovic     |  |
| MED        | 4          | Petar Radakovic     |  |
| MED        | 6          | Vladimir Popovic    |  |
| MED        | 7          | Andrija Ankovic     |  |
| MED        | 8          | Dragoslav Sekularac |  |
| DEL        | 9          | Drazen Jerkovic     |  |
| DEL        | 10         | Milan Galic         |  |
| DEL        | 17         | Vojislav Melic      |  |
| Entrenador | Entrenador | Prvoslav Mihajlovic |  |

| Anotado | 20' | Milan Galic     | 1-0 |
| Anotado | 25' | Drazen Jerkovic | 2-0 |
| Anotado | 61' | Milan Galic     | 3-0 |
| Anotado | 82' | Vojislav Melic  | 4-0 |
| Anotado | 87' | Drazen Jerkovic | 5-0 |

| Árbitro | Juan Carlos Robles |

| 1          | POR        | Efrain Sanchez   |  |
| 4          | DEF        | Anibal Alzate    |  |
| 5          | DEF        | Jaime González   |  |
| 8          | DEF        | Hector Echeverri |  |
| 11         | DEF        | Oscar Lopez      |  |
| 10         | MED        | Rolando Serrano  |  |
| 15         | MED        | Marcos Coll      |  |
| 13         | DEL        | Germán Aceros    |  |
| 17         | DEL        | Marino Klinger   |  |
| 20         | DEL        | Antonio Rada     |  |
| 21         | DEL        | Héctor Gonzales  |  |
| Entrenador | Entrenador | Adolfo Pedernera |  |

| POR        | 1          | Milutin Soskic      |  |
| DEF        | 2          | Vladimir Durkovic   |  |
| DEF        | 3          | Fahrudin Jusufi     |  |
| DEF        | 5          | Vlatko Markovic     |  |
| MED        | 4          | Petar Radakovic     |  |
| MED        | 6          | Vladimir Popovic    |  |
| MED        | 7          | Andrija Ankovic     |  |
| MED        | 8          | Dragoslav Sekularac |  |
| DEL        | 9          | Drazen Jerkovic     |  |
| DEL        | 10         | Milan Galic         |  |
| DEL        | 17         | Vojislav Melic      |  |
| Entrenador | Entrenador | Prvoslav Mihajlovic |  |

| Anotado | 20' | Milan Galic     | 1-0 |
| Anotado | 25' | Drazen Jerkovic | 2-0 |
| Anotado | 61' | Milan Galic     | 3-0 |
| Anotado | 82' | Vojislav Melic  | 4-0 |
| Anotado | 87' | Drazen Jerkovic | 5-0 |

| Árbitro | Juan Carlos Robles |

## Goleadores
| Jugador           | Goles anotados | Asis. | PJ |      |
| ----------------- | -------------- | ----- | -- | ---- |
| Francisco Zuluaga | 1              | 0     | 1  | 90'  |
| Marcos Coll       | 1              | 1     | 3  | 270' |
| Antonio Rada      | 1              | 0     | 2  | 180' |
| Germán Aceros     | 1              | 0     | 3  | 270' |
| Marino Klinger    | 1              | 0     | 3  | 270' |
| Rolando Serrano   | 0              | 1     | 2  | 180' |
| Héctor González   | 0              | 1     | 2  | 180' |